# Edinho (portugalski piłkarz)
Edinho, właśc. Arnaldo Edi Lopes da Silva (ur. 7 lipca 1982 w Aveiro) – portugalski piłkarz występujący na pozycji napastnika.

## Kariera klubowa
Edinho rozpoczął profesjonalną karierę w klubie FC Barreirense, z którego przeniósł się w 2003 roku do SC Braga. W tym zespole rzadko pojawiał się na boisku, znacznie częściej grywał w rezerwach, w których strzelał sporo goli. W kolejnych latach występował w FC Paços de Ferreira, Gil Vicente i Vitorii Setubal. Na początku 2008 roku wyjechał do Grecji. W AEK Ateny spędził 1,5 roku. Latem 2009 roku trafił do hiszpańskiego zespołu Málaga CF, pół roku później przeniósł się do PAOK FC, by po kilku miesiącach powrócić do drużyny Málaga CF. Sezon 2010−2011 spędził ponownie w Portugalii, w Marítimo Funchal, zaś dwa kolejne w Academice Coimbra. Latem 2013 roku powrócił po ośmiu latach przerwy do SC Braga. Następnie grał w Kayseri Erciyessporze, a w 2015 został zawodnikiem Şanlıurfasporu.

## Kariera reprezentacyjna
W reprezentacji Portugalii zadebiutował 31 marca 2009 roku w towarzyskim meczu przeciwko RPA. Na boisku przebywał przez pełne 90 minut, a debiut uświetnił bramką w 56 minucie.
| Mecze i gole w reprezentacji | Mecze i gole w reprezentacji | Mecze i gole w reprezentacji | Mecze i gole w reprezentacji | Mecze i gole w reprezentacji | Mecze i gole w reprezentacji | Mecze i gole w reprezentacji |
| #                            | Data                         | Stadion                      | Rywal                        | Wynik                        | Gol                          | Rozgrywki                    |
| 2009                         | 2009                         | 2009                         | 2009                         | 2009                         | 2009                         | 2009                         |
| ---------------------------- | ---------------------------- | ---------------------------- | ---------------------------- | ---------------------------- | ---------------------------- | ---------------------------- |
| 1.                           | 31.03.2009                   | Lozanna, Szwajcaria          | Południowa Afryka            | 2:0                          | 1                            | towarzyski                   |
| 2.                           | 06.06.2009                   | Tirana, Albania              | Albania                      | 2:1                          | 0                            | El. MŚ 2010                  |
| 3.                           | 10.06.2009                   | Tallinn, Estonia             | Estonia                      | 0:0                          | 0                            | towarzyski                   |
| 4.                           | 14.10.2009                   | Guimarães, Portugalia        | Malta                        | 4:0                          | 1                            | El. MŚ 2010                  |
| 5.                           | 18.11.2009                   | Zenica, Bośnia i Hercegowina | Bośnia i Hercegowina         | 1:0                          | 0                            | El. MŚ 2010                  |

## Sukcesy
Academica
- Puchar Portugalii: 2012